# Дальний рубеж (мемориал)
Дальний рубеж — мемориал в составе Зелёного пояса Славы на территории Ораниенбаумского плацдарма, установленный в 1966 году в районе уничтоженной войной деревни Терентьево (6 км к северу от деревни Лопухинка) на берегу реки Лопухинка (ранее река называлась Рудица, поэтому некоторые источники указывают местоположение по старому названию реки).
Памятник построен в 1966 году на общественных началах Смольнинского райкома ВЛКСМ при участии архитектора Т. Козыревой. На прямоугольном гранитном камне высечена надпись: «Здесь в 1941 году моряки-балтийцы остановили фашистские войска».
Местоположение памятника в ряде источников ошибочно указывается вблизи бывшей деревни Шереметьево (которая, по-видимому, никогда там не существовала) либо в бывшей деревне Усть-Рудицы.
Состояние памятника в 2006 году оценивалось как приемлемое.
25 января 2009 года состоялось возложение венков и цветов к памятнику, посвященное 65-й Годовщине «Освобождения Ленинграда от немецко-фашистской блокады».